# Exbucklandia tonkinensis
Exbucklandia tonkinensis là một loài thực vật có hoa trong họ Hamamelidaceae. Loài này được (Lecomte) H.T.Chang miêu tả khoa học đầu tiên năm 1959.